# Notopygos cirratus
Notopygos cirratus är en ringmaskart som beskrevs av Horst 1911. Notopygos cirratus ingår i släktet Notopygos och familjen Amphinomidae. Inga underarter finns listade i Catalogue of Life.